# Tetris (NES)
『Tetris』（テトリス）は、任天堂より1989年11月に発売されたNintendo Entertainment System用落ち物パズルゲーム。日本では未発売。
アレクセイ・パジトノフが考案した『テトリス』（1984年）をベースにしており、任天堂は1989年6月14日発売のゲームボーイ版『テトリス』に続き本作を発売した。前述のように本作は日本で発売されていないが、2024年12月12日、任天堂のサブスクリプションサービス「Nintendo Switch Online」の加入者向けソフト『ファミリーコンピュータ Nintendo Switch Online』に収録の配信ソフトとして日本で初めてリリースされた。

## ゲーム内容
従来の『テトリス』と同様に、落ちてくるテトリミノ（ブロック）を積み重ねて隙間なくラインを作るとラインが消滅してスコアが加算される。ゲームモードは、テトリミノが上まで積み上がりゲームオーバーになるまで続ける「A-TYPE」と指定されたライン数（25ライン）を消すまでのハイスコアを目指す「B-TYPE」がある。これらは、ゲームボーイ版『テトリス』と共通している（詳細は「テトリス (ゲームボーイ)#ゲーム内容」を参照）。一方、ゲームボーイ版は2人プレイによる対戦が可能だったが、本作は1人プレイ専用となっている。
ゲームプレイ中のBGMは3種類あり、「MUSIC - 1」はピョートル・チャイコフスキー作曲の『くるみ割り人形』より「金平糖の精の踊り」、「MUSIC - 2」はゲームボーイ版の「TYPE B」の曲のアレンジ、「MUSIC - C」は本作オリジナル曲となっている。また、「A-TYPE」でハイスコアを記録した時や「B-TYPE」をクリアした時の曲には、ジョルジュ・ビゼー作曲の『カルメン』より「第1幕への前奏曲」が使用されている。
「B-TYPE」でレベル9をクリアした後のエンディングでは、ゲーム開始前に設定していた高さ（フィールドを邪魔するように配置されているブロックの高さ。0から5までの6段階）に応じて任天堂のキャラクターが登場する。具体的には、高さ0では『光神話 パルテナの鏡』のピット、高さ1ではゼルダの伝説シリーズのリンク、高さ2ではメトロイドシリーズのサムス・アラン、高さ3ではドンキーコングシリーズのドンキーコング、高さ4ではスーパーマリオシリーズのクッパ、高さ5では同じくスーパーマリオシリーズのマリオ、ルイージ、ピーチが登場する。

## 非常に高いレベルの技術的問題
「A-TYPE」では10ラインを消すごとにレベルが上がりテトリミノの落下速度が上昇するが、非常に高いレベルになるとテトリミノの色が意図しない異常な色で表示されるという整数オーバーフローのバグが発生する。このバグはレベル138で初めて発生し、特にレベル146と148ではテトリミノのコントラストが非常に低下し見づらくなるためプレイヤーから「dusk（夕暮れ）」または「charcoal（木炭）」と呼ばれている。さらにレベル155に相当する約1550行のラインを消す状況に到達するとゲームがクラッシュする可能性がある。
2023年12月、アメリカのオクラホマ州スティルウォーター出身の13歳のウィリス・ギブソンがレベル148の「charcoal」を初めてクリアし、レベル157でゲームクラッシュに陥った。テトリスは（基本的にテトリミノが上部に詰まってゲームが終了することから）勝てないと考えられていたため、ギブソンは1989年の発売以来初めて「ゲームをクリアした」人物とされている。このことを受けて、テトリスの版権を取り扱うザ・テトリス・カンパニーはCEOであるマヤ・ロジャースの名義で声明を発表し、「（1984年に発売された原作の）テトリス40周年を祝う中、このような瞬間はまさにテトリス愛好家の情熱と献身を示すものだ」とギブソンを讃えた。また、2024年1月のNBCニュースの番組で、ザ・テトリス・カンパニーの創業者であるアレクセイ・パジトノフとヘンク・ブラウアー・ロジャースがギブソンとオンライン上で対面し、賛辞を贈った。